# Candamir
A Candamir: az első telepesek - táblás társasjáték, melyet Klaus Teuber, a Catan telepesei játék megalkotója tervezett. A játék bár a történet szerint Catan szigetén játszódik, a Catan telepeseitől független, önállóan játszható. A játékot 2-4 játékos játszhatja.

## Játékmenet
A játék során erőforrásokat kell gyűjtenünk, melyekkel "teljesítjük a telepesek kívánságát". Ezekért győzelmi pontokat lehet kapni. A játékot az nyeri aki először éri el a 10 győzelmi pontot.